# 服務商標

使用了服務商標符號的虛構標識

在一些國家，特別是美國，商標在用於識別的服務時，常常稱為服務商標（英語：Service mark）。當一個服務商標的註冊是聯邦政府的標準登記®符號，或標有“Reg U.S. Pat & TM Off”時，也可使用。在此之前已註冊，是使用服務商標常見的做法，但這樣做不具有法律地位。（SM）

## 使用
根據美國法律，服務商標有不同標準的使用，以計數作為商業用途，這是必須完成註冊，並停止侵權的競爭對手。商標通常需要直接投入使用，或直接與銷售貨物，如在商店展出。而服務不是一個具體的定義的產品，使用的服務商標的廣告是不會被接納為使用商業。